# Frauenkappelen
Frauenkappelen je obec v kantonu Bern, v okrese Bern-Mittelland. Žije zde přibližně 1 200 obyvatel.

## Geografie
Obec se nachází při břehu řeky Aary (přehradní nádrže Wohlensee), severozápadně od Bernu. Obcí prochází dálnice A1 a silnice I. třídy č. 10.

## Historie
První písemná zmínka o obci pochází z roku 1158 jako Capela v souvislosti s bývalým klášterem Frauenkappelen. Po zrušení kláštera v roce 1485 byla obec nejpozději v roce 1610 povýšena na farnost. Obec měla venkovský charakter až do šedesátých let 20. století, kdy růst bernské aglomerace vedl ke vzniku továren v obci. Ve stejné dekádě byl do obce přestěhován Spolkový úřad pro pěchotu. Obec zůstává převážně venkovskou komunitou na okraji předměstí Bernu.
V referendu 14. března 2021 odmítli voliči Frauenkappelenu jednání o sloučení s městem Bern a obcí Ostermundigen 568 hlasy proti a 98 hlasy pro.

## Obyvatelstvo
| Rok            | 1764 | 1850 | 1880 | 1900 | 1950 | 2000 |
| Počet obyvatel | 302  | 720  | 614  | 620  | 568  | 1280 |

Počet obyvatel obce má rostoucí tendenci. V roce 2000 hovořilo 94,8 % obyvatel obce německy. Ke švýcarské reformované církvi se hlásí 72,2 % obyvatel, k církvi římskokatolické 11,4 % obyvatel.

## Pamětihodnosti
Osady Riedbach a Wohlei jsou na seznamu Švýcarského kulturního dědictví.

## Fotogalerie

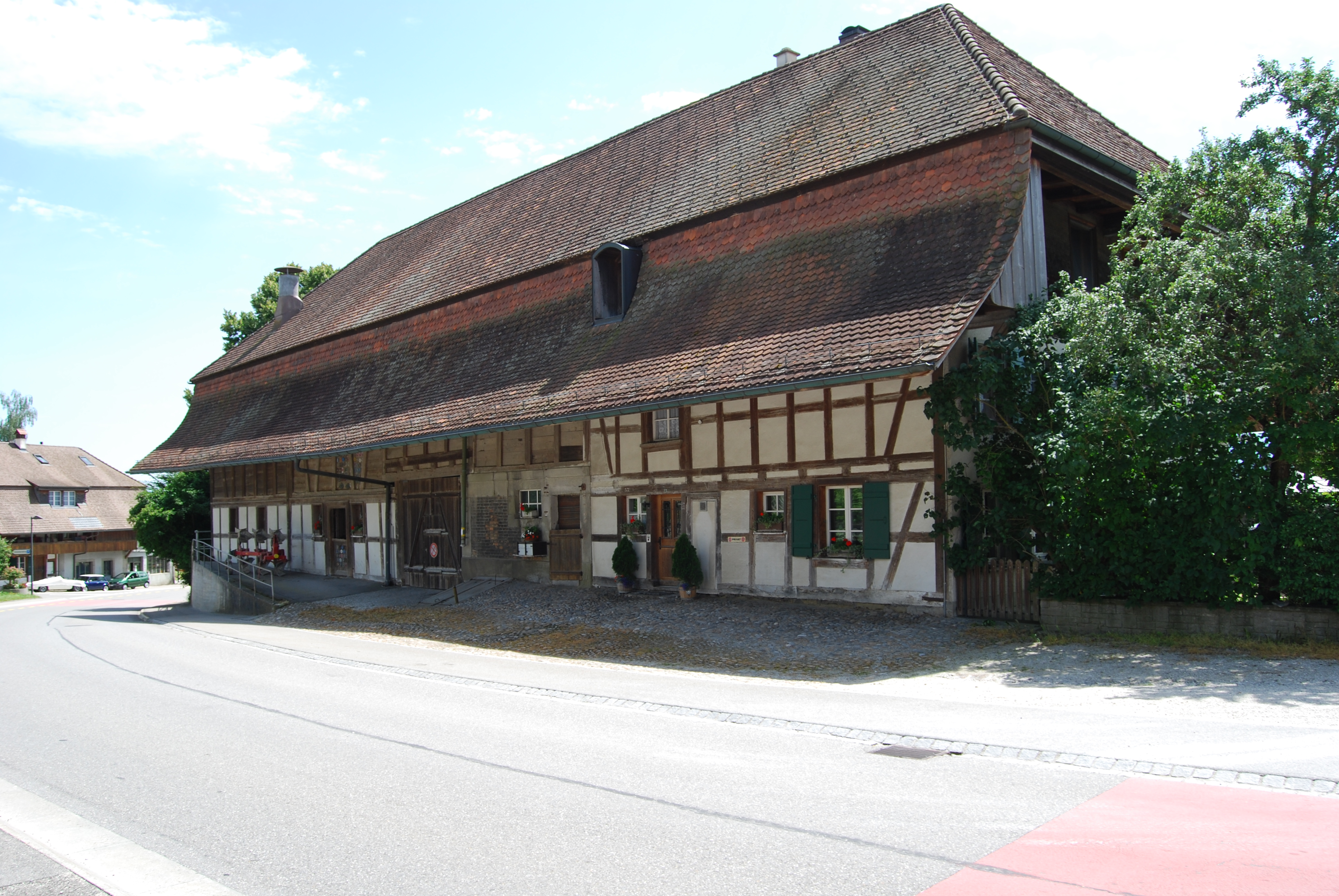
Hrázděný dům
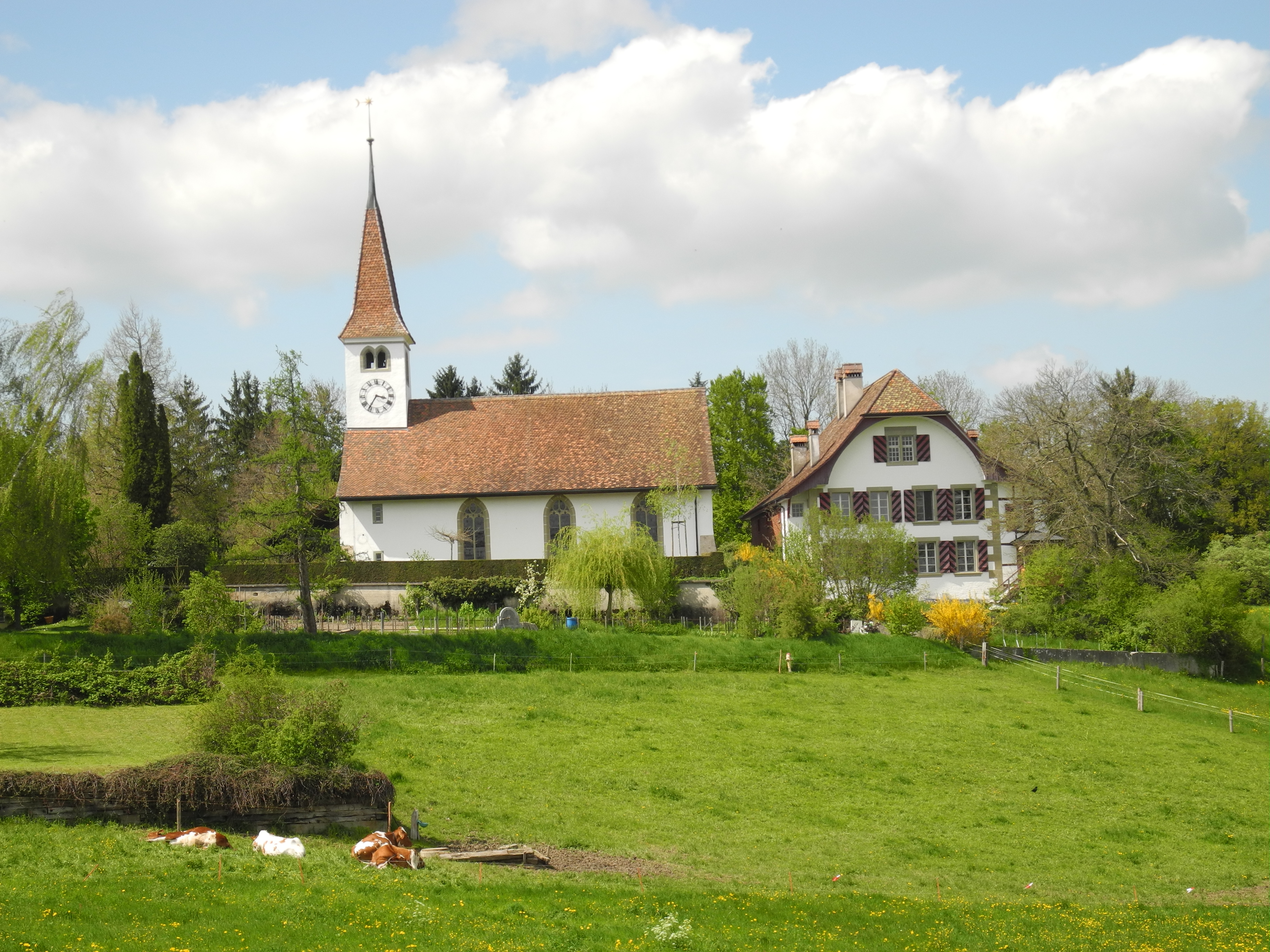
Kostel a fara
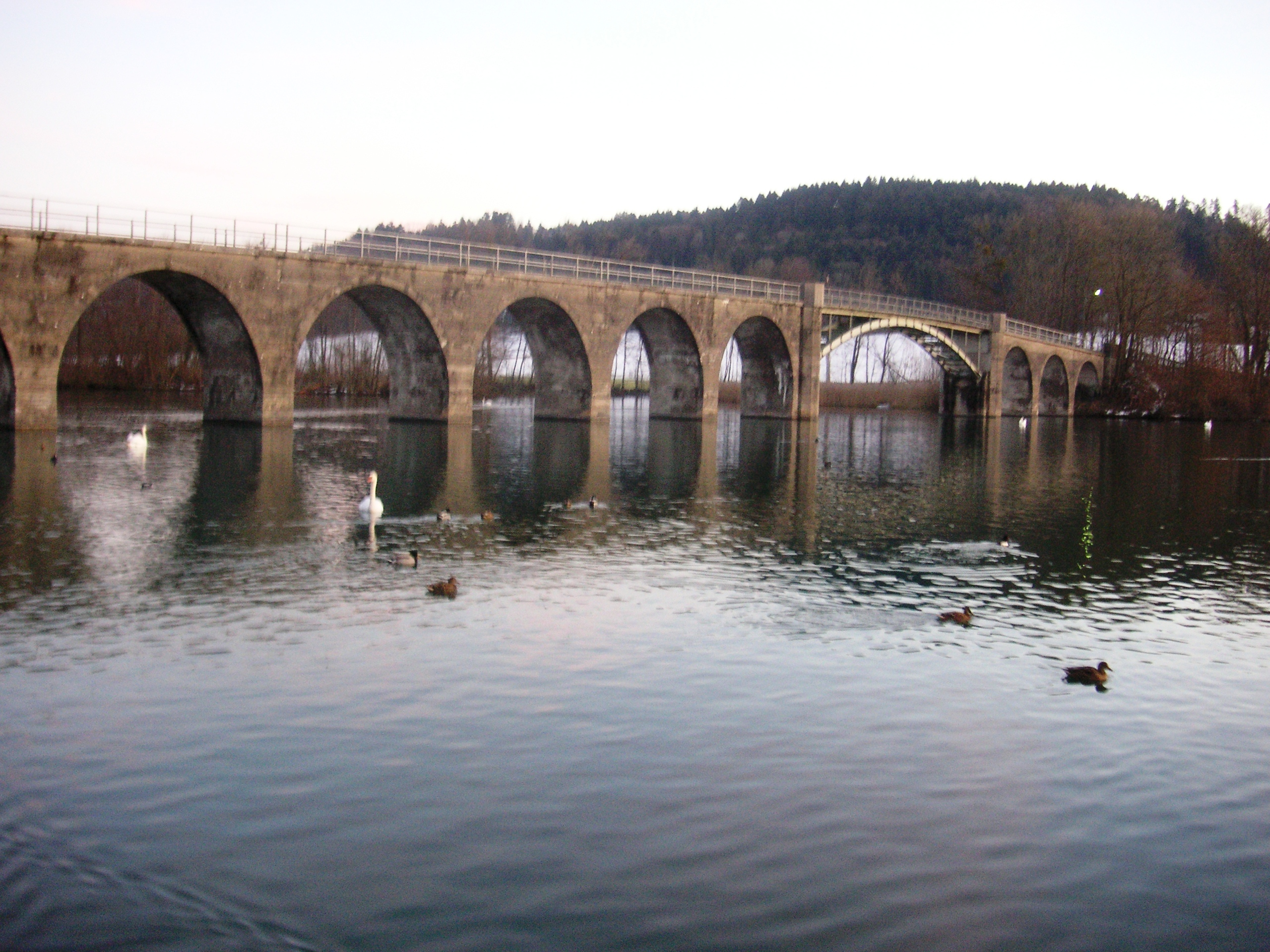
Most Wohleibrügg
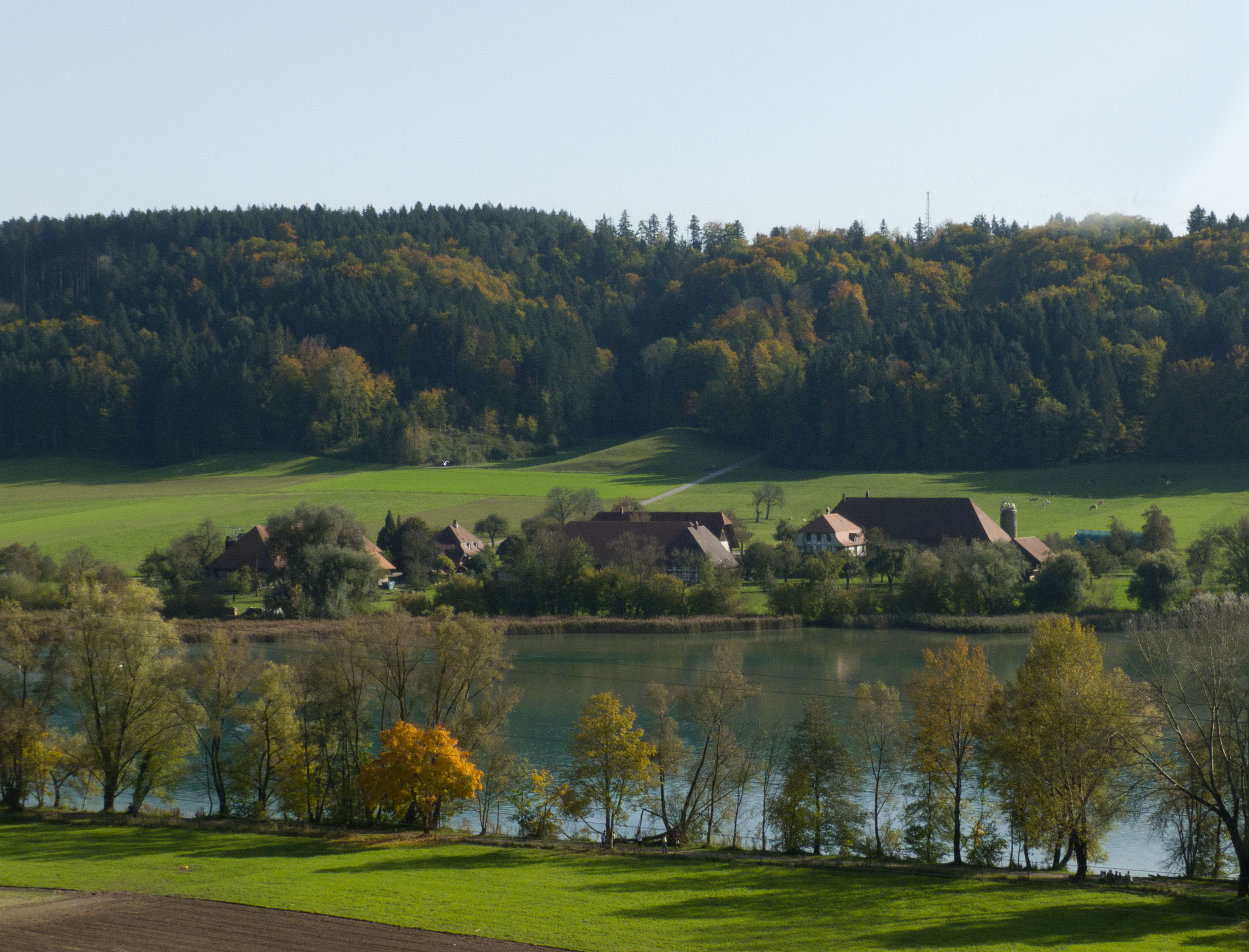
Osada Wohlei